# Вистемпа
Вистемпа (пол. Występa) — село в Польщі, у гміні Лончна Скаржиського повіту Свентокшиського воєводства.
Населення — 365 осіб (2011).
У 1975-1998 роках село належало до Келецького воєводства.

## Демографія
Демографічна структура на день 31 березня 2011 року:
|          | Загалом | Допрацездатний вік | Працездатний вік | Постпрацездатний вік |
| -------- | ------- | ------------------ | ---------------- | -------------------- |
| Чоловіки | 168     | 24                 | 125              | 19                   |
| Жінки    | 197     | 37                 | 118              | 42                   |
| Разом    | 365     | 61                 | 243              | 61                   |